# Сео-де-Урхель
Се́о-де-Урхе́ль (ісп. Seo de Urgel), або Се́у-д'Урже́ль (кат. La Seu d'Urgell, МФА: [lə ˈsɛw ðurˈʒeʎ]) — муніципалітет і місто в Іспанії,  в Автономній області Каталонія. Знаходиться у районі (кумарці) Алт-Уржель провінції Лєйда, згідно з новою адміністративною реформою перебуватиме у складі Баґарії (округи) Ал-Пірінеу і Баль-д'Аран. Стара назва — Урхель, Уржель.

## Назва
Сео-де-Урхель походить від латинського Sedes Urgelli, «Урхельський престол, Урхельське сидіння».

## Історія
- Урхельське графство

## Населення
Населення міста (у 2007 р.) становить 12.703 особи (з них менше 14 років — 14,9 %, від 15 до 64 — 68,5 %, понад 65 років — 16,5 %). У 2006 р. народжуваність склала 127 осіб, смертність — 158 осіб, зареєстровано 64 шлюби. У 2001 р. активне населення становило 5.003 особи, з них безробітних — 352 особи.

Серед осіб, які проживали на території міста у 2001 р., 7.738 народилися в Каталонії (з них 5.511 осіб у тому самому районі, або кумарці), 2.347 осіб приїхало з інших областей Іспанії, а 802 особи приїхали з-за кордону. 

Університетську освіту має 11,6 % усього населення. 

У 2001 р. нараховувалося 4.045 домогосподарств (з них 24,1 % складалися з однієї особи, 27,2 % з двох осіб,20,7 % з 3 осіб, 18,4 % з 4 осіб, 6,5 % з 5 осіб, 2 % з 6 осіб, 0,7 % з 7 осіб, 0,2 % з 8 осіб і 0 % з 9 і більше осіб).

Активне населення міста у 2001 р. працювало у таких сферах діяльності : у сільському господарстві — 3,7 %, у промисловості — 9,7 %, на будівництві — 15,4 % і у сфері обслуговування — 71,2 %. 

 У муніципалітеті або у власному районі (кумарці) працює 4.196 осіб, поза районом — 1.276 осіб.

### Доходи населення
У 2002 р. доходи населення розподілялися таким чином :
| \| Доходи населення за статтями доходів \| Доходи населення за статтями доходів \| Доходи населення за статтями доходів \| \| Рік \| 2002 р. \| 2001 р. \| \| ------------------------------------ \| ------------------------------------ \| ------------------------------------ \| \| Заробітна платня \| 54,7 % \| 54,4 % \| \| Доходи від ведення бізнесу \| 29,4 % \| 30 % \| \| Соціальна допомога \| 15,9 % \| 15,6 % \| |         |         |
| Доходи населення за статтями доходів |         |         |
| Рік | 2002 р. | 2001 р. |
| Заробітна платня | 54,7 %  | 54,4 %  |
| Доходи від ведення бізнесу | 29,4 %  | 30 %    |
| Соціальна допомога | 15,9 %  | 15,6 %  |

### Безробіття
У 2007 р. нараховувалося 310 безробітних (у 2006 р. — 354 безробітних), з них чоловіки становили 37,1 %, а жінки — 62,9 %.

## Економіка
У 1996 р. валовий внутрішній продукт розподілявся по сферах діяльності таким чином :
| \| Валовий внутрішній продукт \| Валовий внутрішній продукт \| Валовий внутрішній продукт \| \| Рік \| 1996 р. \| 1991 р. \| \| -------------------------- \| -------------------------- \| -------------------------- \| \| Сільське господарство \| 1,5 % \| 3,5 % \| \| Промисловість \| 17,9 % \| 15,7 % \| \| Будівництво \| 12,1 % \| 12,8 % \| \| Послуги \| 68,6 % \| 68,1 % \| |         |         |
| Валовий внутрішній продукт |         |         |
| Рік | 1996 р. | 1991 р. |
| Сільське господарство | 1,5 %   | 3,5 %   |
| Промисловість | 17,9 %  | 15,7 %  |
| Будівництво | 12,1 %  | 12,8 %  |
| Послуги | 68,6 %  | 68,1 %  |

### Підприємства міста

#### Промислові підприємства
| \| Промислові підприємства міста, за сферою діяльності \| Промислові підприємства міста, за сферою діяльності \| Промислові підприємства міста, за сферою діяльності \| \| Рік \| 2002 р. \| 2001 р. \| \| --------------------------------------------------- \| --------------------------------------------------- \| --------------------------------------------------- \| \| Енергетичні та водні ресурси \| 6,7 % \| 8,5 % \| \| Хімія та метали \| 3,3 % \| 3,4 % \| \| Переробка металів \| 26,7 % \| 27,1 % \| \| Продукти харчування \| 23,3 % \| 23,7 % \| \| Текстиль \| 6,7 % \| 6,8 % \| \| Виробництво меблів, видання \| 30 % \| 27,1 % \| \| Інше \| 3,3 % \| 3,4 % \| \| Усього підприємств \| 60 \| 59 \| |         |         |
| Промислові підприємства міста, за сферою діяльності |         |         |
| Рік | 2002 р. | 2001 р. |
| Енергетичні та водні ресурси | 6,7 %   | 8,5 %   |
| Хімія та метали | 3,3 %   | 3,4 %   |
| Переробка металів | 26,7 %  | 27,1 %  |
| Продукти харчування | 23,3 %  | 23,7 %  |
| Текстиль | 6,7 %   | 6,8 %   |
| Виробництво меблів, видання | 30 %    | 27,1 %  |
| Інше | 3,3 %   | 3,4 %   |
| Усього підприємств | 60      | 59      |

#### Роздрібна торгівля
| \| Підприємства роздрібної торгівлі міста, за сферою діяльності \| Підприємства роздрібної торгівлі міста, за сферою діяльності \| Підприємства роздрібної торгівлі міста, за сферою діяльності \| \| Рік \| 2002 р. \| 2001 р. \| \| ------------------------------------------------------------ \| ------------------------------------------------------------ \| ------------------------------------------------------------ \| \| Продукти харчування \| 32,3 % \| 32,2 % \| \| Одяг та взуття \| 24,7 % \| 24,3 % \| \| Товари для дому \| 16,7 % \| 15,3 % \| \| Книги та періодичні видання \| 3,4 % \| 3,5 % \| \| Промислова хімічна продукція \| 4,9 % \| 5,5 % \| \| Продукція, пов'язана з транспортними засобами \| 3,4 % \| 3,5 % \| \| Інше \| 14,4 % \| 15,7 % \| \| Усього підприємств \| 263 \| 255 \| |         |         |
| Підприємства роздрібної торгівлі міста, за сферою діяльності |         |         |
| Рік | 2002 р. | 2001 р. |
| Продукти харчування | 32,3 %  | 32,2 %  |
| Одяг та взуття | 24,7 %  | 24,3 %  |
| Товари для дому | 16,7 %  | 15,3 %  |
| Книги та періодичні видання | 3,4 %   | 3,5 %   |
| Промислова хімічна продукція | 4,9 %   | 5,5 %   |
| Продукція, пов'язана з транспортними засобами | 3,4 %   | 3,5 %   |
| Інше | 14,4 %  | 15,7 %  |
| Усього підприємств | 263     | 255     |

#### Сфера послуг
| \| Підприємства міста, що працюють у сфері послуг, за діяльністю \| Підприємства міста, що працюють у сфері послуг, за діяльністю \| Підприємства міста, що працюють у сфері послуг, за діяльністю \| \| Рік \| 2002 р. \| 2001 р. \| \| ------------------------------------------------------------- \| ------------------------------------------------------------- \| ------------------------------------------------------------- \| \| Гуртова торгівля \| 17 % \| 15,9 % \| \| Готелі та готельний бізнес \| 21,3 % \| 22 % \| \| Транспорт та зв'язок \| 17,5 % \| 18,8 % \| \| Посередницькі фінансові послуги \| 4,2 % \| 4,5 % \| \| Послуги підприємствам \| 4,7 % \| 4,1 % \| \| Послуги фізичним особам \| 26,8 % \| 27,4 % \| \| Нерухомість та ін. \| 8,5 % \| 7,3 % \| \| Усього підприємств \| 553 \| 536 \| |         |         |
| Підприємства міста, що працюють у сфері послуг, за діяльністю |         |         |
| Рік | 2002 р. | 2001 р. |
| Гуртова торгівля | 17 %    | 15,9 %  |
| Готелі та готельний бізнес | 21,3 %  | 22 %    |
| Транспорт та зв'язок | 17,5 %  | 18,8 %  |
| Посередницькі фінансові послуги | 4,2 %   | 4,5 %   |
| Послуги підприємствам | 4,7 %   | 4,1 %   |
| Послуги фізичним особам | 26,8 %  | 27,4 %  |
| Нерухомість та ін. | 8,5 %   | 7,3 %   |
| Усього підприємств | 553     | 536     |

## Житловий фонд
У 2001 р. 7,6 % усіх родин (домогосподарств) мали житло метражем до 59 м2, 28 % — від 60 до 89 м2, 46,8 % — від 90 до 119 м2 і
17,6 % — понад 120 м2.

З усіх будівель у 2001 р. 16 % було одноповерховими, 31,8 % — двоповерховими, 24,4
% — триповерховими, 11,8 % — чотириповерховими, 11,1 % — п'ятиповерховими, 3,7 % — шестиповерховими,
0,6 % — семиповерховими, 0,6 % — з вісьмома та більше поверхами.

## Автопарк
| \| Автомобілі, зареєстровані у місті, за призначенням \| Автомобілі, зареєстровані у місті, за призначенням \| Автомобілі, зареєстровані у місті, за призначенням \| \| Рік \| 2006 р. \| 2005 р. \| \| -------------------------------------------------- \| -------------------------------------------------- \| -------------------------------------------------- \| \| Приватні автомобілі \| 72,6 % \| 73,2 % \| \| Мотоцикли \| 6,5 % \| 6 % \| \| Вантажівки \| 17,2 % \| 17,1 % \| \| Трактори \| 0,7 % \| 0,8 % \| \| Автобуси та ін. \| 3 % \| 2,9 % \| \| Усього автомобілів \| 8.383 шт. \| 8.128 шт. \| |           |           |
| Автомобілі, зареєстровані у місті, за призначенням |           |           |
| Рік | 2006 р.   | 2005 р.   |
| Приватні автомобілі | 72,6 %    | 73,2 %    |
| Мотоцикли | 6,5 %     | 6 %       |
| Вантажівки | 17,2 %    | 17,1 %    |
| Трактори | 0,7 %     | 0,8 %     |
| Автобуси та ін. | 3 %       | 2,9 %     |
| Усього автомобілів | 8.383 шт. | 8.128 шт. |

## Вживання каталанської мови
У 2001 р. каталанську мову у місті розуміли 96,9 % усього населення (у 1996 р. — 98,1 %), вміли говорити нею 83,1 % (у 1996 р. -
85,8 %), вміли читати 80 % (у 1996 р. — 78,8 %), вміли писати 57
% (у 1996 р. — 51,1 %). Не розуміли каталанської мови 3,1 %.

## Політичні уподобання
У виборах до Парламенту Каталонії у 2006 р. взяло участь 4.868 осіб (у 2003 р. — 5.343 особи). Голоси за політичні сили розподілилися таким чином:
| \| Вибори до Парламенту Каталонії \| Вибори до Парламенту Каталонії \| Вибори до Парламенту Каталонії \| \| Рік \| 2006 р. \| 2003 р. \| \| -------------------------------------- \| ------------------------------ \| ------------------------------ \| \| Конвергенція та Єднання (CiU) \| 38,5 % \| 37,2 % \| \| Соціалістична партія Каталонії (PSC) \| 25,2 % \| 25,6 % \| \| Народна партія (PP) \| 9,1 % \| 9,9 % \| \| Ініціатива за зелену Каталонію (IC) \| 9,1 % \| 5,2 % \| \| Республіканська лівиця Каталонії (ERC) \| 16,1 % \| 21,6 % \| \| Громадянська партія (C's) \| 0,9 % \| 0 % \| \| Інші \| 1,1 % \| 0,5 % \| |         |         |
| Вибори до Парламенту Каталонії |         |         |
| Рік | 2006 р. | 2003 р. |
| Конвергенція та Єднання (CiU) | 38,5 %  | 37,2 %  |
| Соціалістична партія Каталонії (PSC) | 25,2 %  | 25,6 %  |
| Народна партія (PP) | 9,1 %   | 9,9 %   |
| Ініціатива за зелену Каталонію (IC) | 9,1 %   | 5,2 %   |
| Республіканська лівиця Каталонії (ERC) | 16,1 %  | 21,6 %  |
| Громадянська партія (C's) | 0,9 %   | 0 %     |
| Інші | 1,1 %   | 0,5 %   |

У муніципальних виборах у 2007 р. взяло участь 5.198 осіб (у 2003 р. — 5.898 осіб). Голоси за політичні сили розподілилися таким чином:
| \| Муніципальні вибори \| Муніципальні вибори \| Муніципальні вибори \| \| Рік \| 2007 р. \| 2003 р. \| \| -------------------------------------- \| ------------------- \| ------------------- \| \| Конвергенція та Єднання (CiU) \| 28,5 % \| 17,3 % \| \| Соціалістична партія Каталонії (PSC) \| 33,7 % \| 38,6 % \| \| Народна партія (PP) \| 6,8 % \| 5,2 % \| \| Ініціатива за зелену Каталонію (IC) \| 7,8 % \| 0 % \| \| Республіканська лівиця Каталонії (ERC) \| 23,2 % \| 35 % \| \| Громадянська партія (C's) \| 0 % \| 0 % \| \| Інші \| 0 % \| 3,9 % \| |         |         |
| Муніципальні вибори |         |         |
| Рік | 2007 р. | 2003 р. |
| Конвергенція та Єднання (CiU) | 28,5 %  | 17,3 %  |
| Соціалістична партія Каталонії (PSC) | 33,7 %  | 38,6 %  |
| Народна партія (PP) | 6,8 %   | 5,2 %   |
| Ініціатива за зелену Каталонію (IC) | 7,8 %   | 0 %     |
| Республіканська лівиця Каталонії (ERC) | 23,2 %  | 35 %    |
| Громадянська партія (C's) | 0 %     | 0 %     |
| Інші | 0 %     | 3,9 %   |

## Релігія
- Центр Урхельської діоцезії Католицької церкви.